# Social Distortion
Social Distortion – amerykańska grupa punk rockowa z południowej Kalifornii (hrabstwo Orange), utworzona w 1978 roku z inicjatywy Mike’a Nessa i Dennisa Dannella. Rozwiązana na krótko w 1985, reaktywowana już rok później, gra do dziś. Największe sukcesy komercyjne odnosiła w latach 1989–1996 wydając w Epic Records.
Ich utwory występują w różnych tworach kultury masowej, w tym grach komputerowych. Na przykład, utwór "Don't Drag Me Down" był dostępny w grze Dave Mirra Freestyle BMX, "Story of my Life" w grze Guitar Hero 3, "I was Wrong" w Rock Band Unplugged (PSP), a "Mommy’s Little Monster" w grze Tony Hawk’s Underground.

## Historia
Social Distortion został założony pod koniec 1978 roku przez frontmana Mike’a Nessa, zainspirowanego przez brytyjskie zespoły punkowe, jak również przez starszych artystów takich jak The Rolling Stones. Oryginalny skład składał się z Mike’a Nessa na gitarze elektrycznej, Franka Agnew Rikka na gitarze elektrycznej oraz Caseya Royera na perkusji. Następnie Ness poznał Dennisa Danella, który był o rok starszy (uczęszczał do liceum) i nalegał, żeby dołączył do zespołu na gitarze basowej. Danell nigdy wcześniej nie miał styczności z tym instrumentem. Kiedy Danell został członkiem zespołu, Rikk i Roger odeszli. Ness i Danell pozostali jedynymi stałymi członkami na najbliższe dwie dekady. Basiści, oraz perkusiści zespołu zmieniali się co kilka lat.
Ich pierwszy singiel, Mainliner/Playpen Zagrany przez Nessa na gitarze i wokalu, Dennisa na basie i Carrota na perkusji został wydany w 1981 na Posh Boy.
W 1982 roku, zespół, składający się z Nessa, Danella, Brenta Lilesa na basie i z perkusistą Derekiem O’Brienem wyruszył w swoją pierwszą trasę krajową.

## Skład
Obecni członkowie
- Mike Ness – śpiew, gitara (1978–1985, od 1986)
- Johnny Wickersham – gitara (od 2000)
- Brent Harding – gitara basowa (od 2004)
- David Hidalgo Jr. – perkusja (od 2010)

Byli członkowie:
- Rikk Agnew – gitara (1978–1979)
- Frank Agnew – gitara (1978–1979)
- Casey Royer – perkusja (1978–1979)
- Dennis Danell – gitara basowa (1979–1981) oraz gitara (1981–2000)
- John "Carrot" Stevenson – perkusja (1979–1981)
- Brent Liles – gitara basowa (1981–1984)
- Derek O’Brien – perkusja (1981–1984)
- John Maurer – gitara basowa (1984–2004)
- Christopher Reece – perkusja (1984–1994)
- Randy Carr – perkusja (1994–1995)
- Deen Castronovo – perkusja (1995–1996)
- Eddie Livingston – perkusja (1995–1996)
- Chuck Biscuits – perkusja (1996–2000)
- Charlie Quintana – perkusja (2000–2009)
- Adam "Atom" Willard – perkusja (2009–2010)

## Dyskografia
- Mainliner (The Wreckage of the Past) (1995)[1]
- Mommy’s Little Monster (1983)[2]
- Prison Bound (1988)[2]
- Social Distortion (1990)[1]
- Somewhere Between Heaven and Hell (1992)[1]
- White Light, White Heat, White Trash (1996)[1]
- Live at the Roxy (1998)
- Sex, Love and Rock ’n’ Roll (2004)[3]
- Hard Times and Nursery Rhymes (2010)[4]

## Galeria

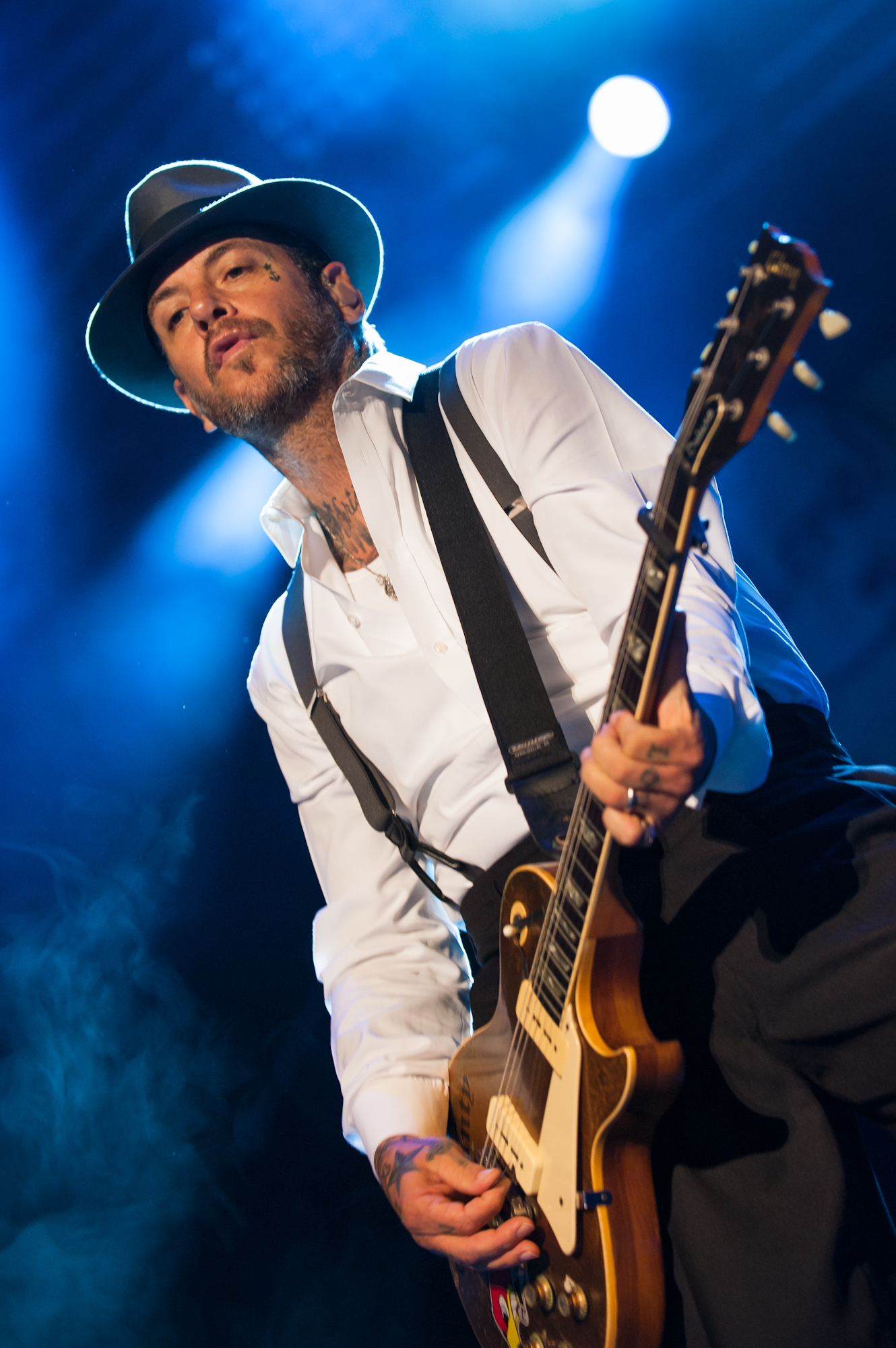
Mike Ness
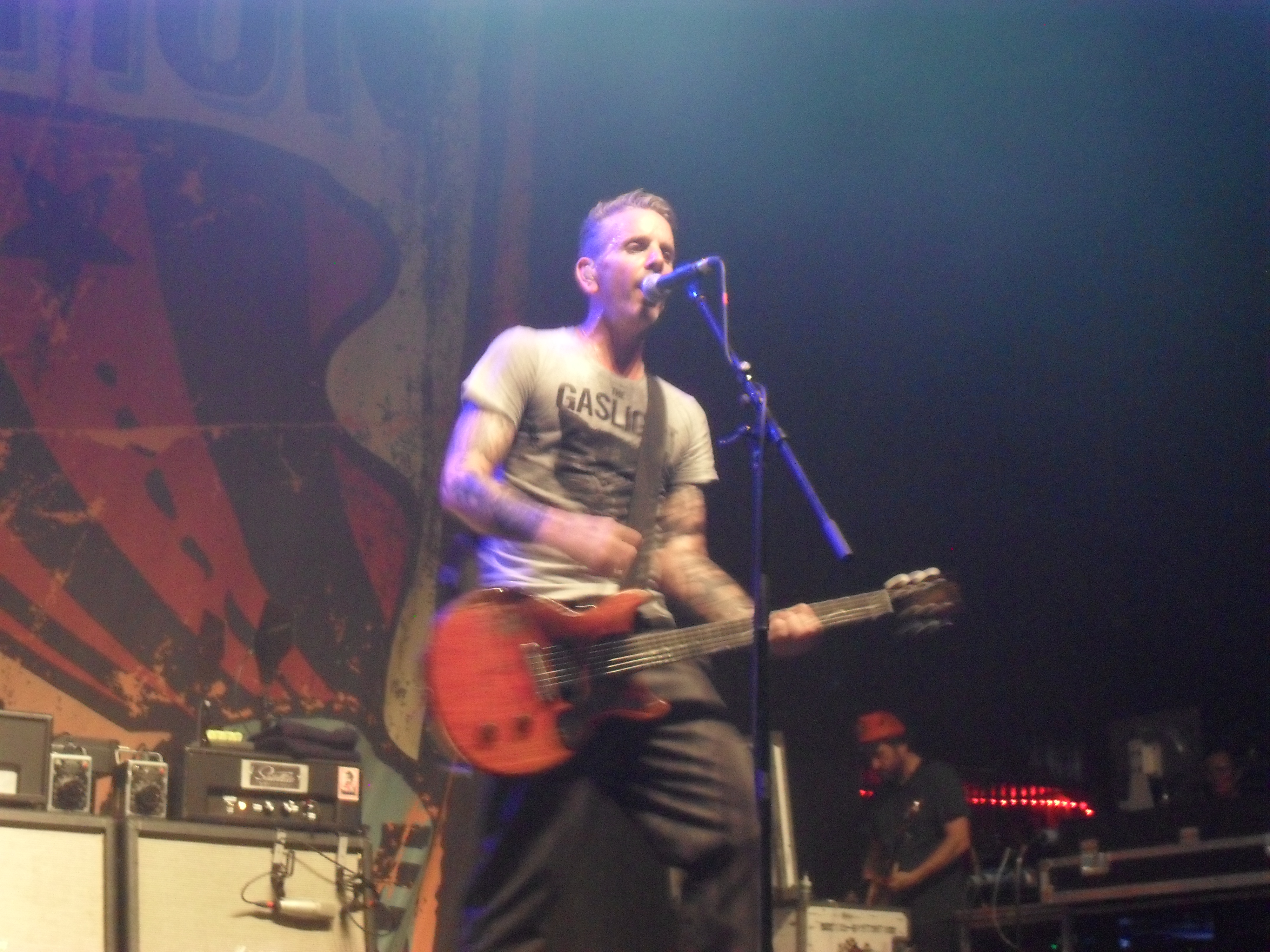
Johnny Wickersham
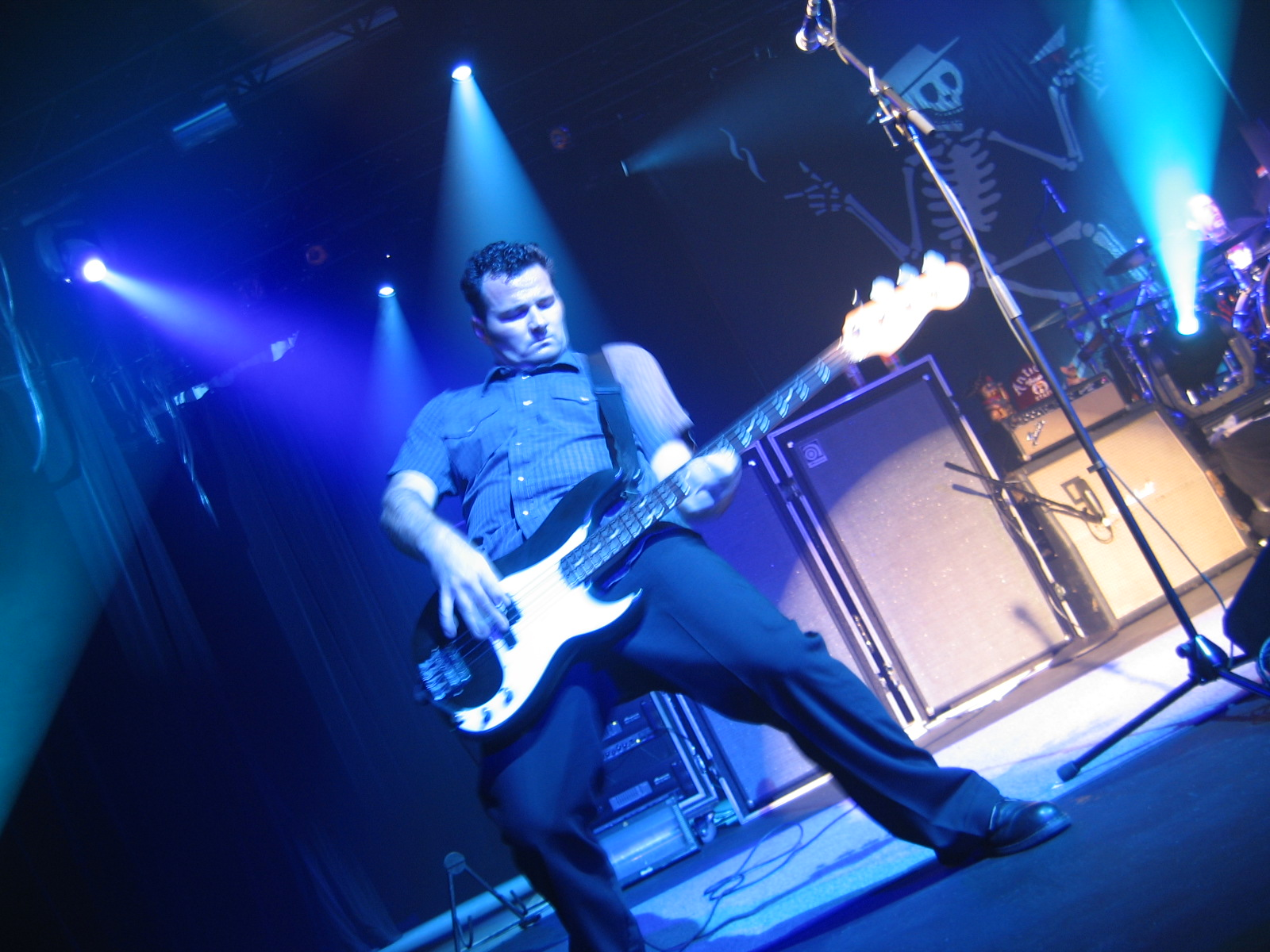
Brent Harding
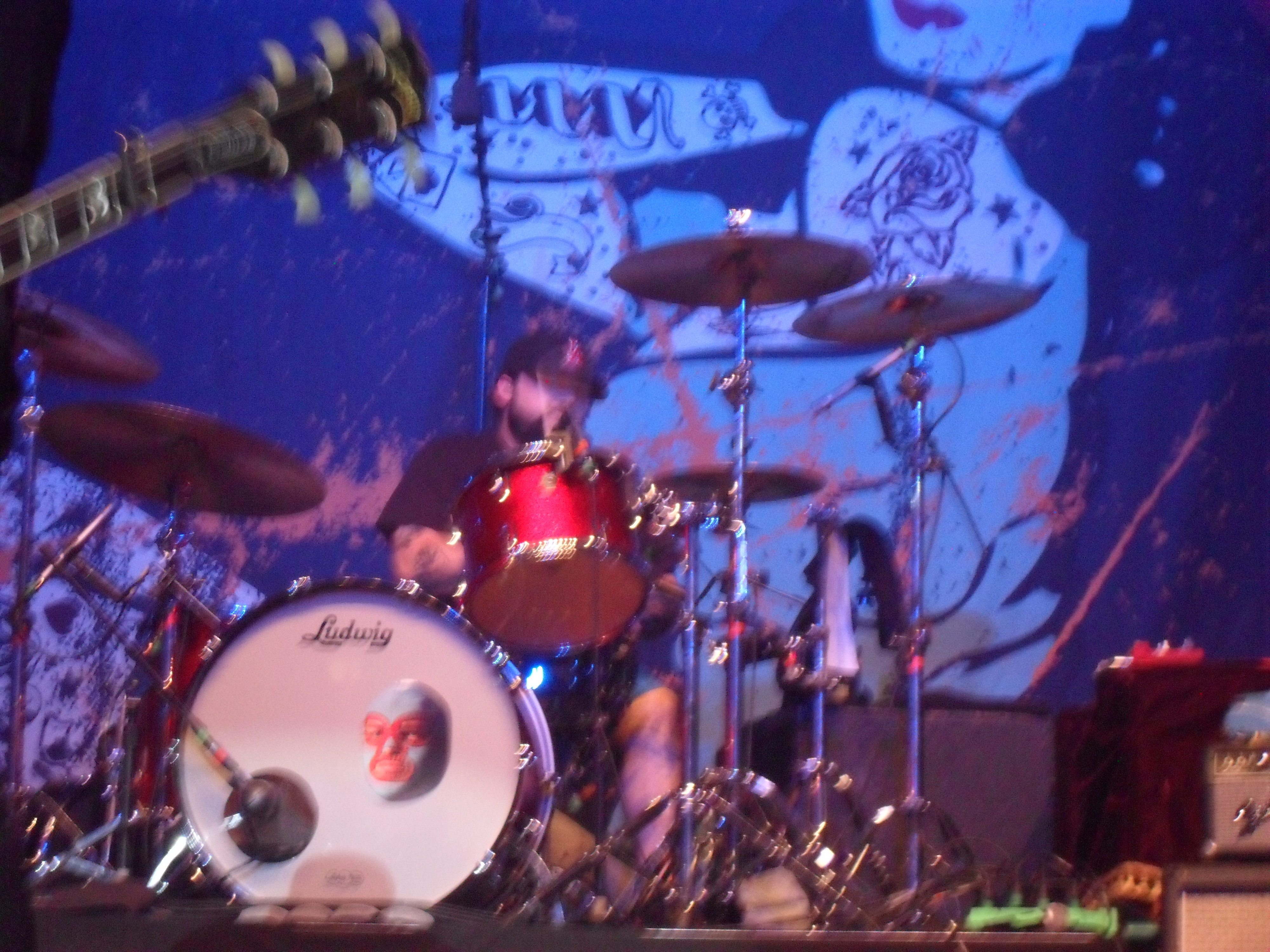
David Hidalgo Jr.